# Пайн-Брук-Гілл (Колорадо)
Пайн-Брук-Гілл (англ. Pine Brook Hill) — переписна місцевість (CDP) в США, в окрузі Боулдер штату Колорадо. Населення — 975 осіб (2020).

## Географія
Пайн-Брук-Гілл розташований за координатами 40°2′18″ пн. ш. 105°18′30″ зх. д. / 40.03833° пн. ш. 105.30833° зх. д. (40.038304, -105.308261).  За даними Бюро перепису населення США в 2010 році переписна місцевість мала площу 7,57 км², з яких 7,55 км² — суходіл та 0,02 км² — водойми.

## Демографія
Згідно з переписом 2010 року, у переписній місцевості мешкали 983 особи в 413 домогосподарствах у складі 314 родин. Густота населення становила 130 осіб/км².  Було 434 помешкання (57/км²).
Расовий склад населення:
| - 95,2 % — білих - 2,4 % — азіатів - 0,3 % — корінних американців - 0,3 % — чорних або афроамериканців |

До двох чи більше рас належало 1,2 %. Частка іспаномовних становила 1,5 % від усіх жителів.
За віковим діапазоном населення розподілялося таким чином: 16,6 % — особи молодші 18 років, 62,7 % — особи у віці 18—64 років, 20,7 % — особи у віці 65 років та старші. Медіана віку мешканця становила 53,0 року. На 100 осіб жіночої статі у переписній місцевості припадало 101,8 чоловіків;  на 100 жінок у віці від 18 років та старших — 106,0 чоловіків також старших 18 років.
Середній дохід на одне домашнє господарство  становив 174 057 доларів США (медіана — 194 336), а середній дохід на одну сім'ю — 165 284 долари (медіана — 200 238). За межею бідності перебувало 3,2 % осіб, у тому числі 0,0 % дітей у віці до 18 років та 8,4 % осіб у віці 65 років та старших.
Цивільне працевлаштоване населення становило 645 осіб. Основні галузі зайнятості: науковці, спеціалісти, менеджери — 36,1 %, освіта, охорона здоров'я та соціальна допомога — 21,4 %, сільське господарство, лісництво, риболовля — 10,7 %, інформація — 7,6 %.